# Chiesa cattolica in Canada
La Chiesa cattolica in Canada è parte dell'universale Chiesa cattolica, in comunione con il vescovo di Roma, il papa, riconosciuto come suprema guida spirituale.

## Storia
Il cattolicesimo approda in Canada con l'arrivo dei primi colonizzatori europei, agli inizi del XVI secolo. Con la fondazione della città di Québec nel 1608 inizia l'opera di evangelizzazione del territorio, ad opera soprattutto delle congregazioni religiose francesi nella terra chiamata Nuova Francia: Francescani, Gesuiti, Sulpiziani, Orsoline, le religiose Ospedaliere di San Giuseppe, le Agostiniane della Misericordia di Gesù fondano scuole, ospedali e seminari. Ben presto sono fondate due congregazioni religiose canadesi, le Suore della Congregazione di Nostra Signora, fondate da Marguerite Bourgeoys nel 1658, e le Suore Grigie, fondate da Marie-Marguerite d'Youville nel 1737. Nel 1658 François de Montmorency-Laval è nominato primo vicario apostolico del Canada e degli Stati Uniti assieme. Nel frattempo la Chiesa cattolica canadese conosce già i primi martiri: sei gesuiti e due laici sono uccisi per la loro fede tra il 1642 ed il 1649.
Con la sconfitta delle forze francesi, il Canada passa, nel 1759, sotto l'autorità britannica, che tuttavia, diversamente dalla madrepatria, non abolisce il regime cattolico. Con l'inizio dell'Ottocento e con il riconoscimento della chiesa cattolica in Inghilterra, la Chiesa canadese comincia la sua espansione missionaria per portare il vangelo dall'Atlantico al Pacifico. Nel 1826 è fondata l'arcidiocesi di Kingston, nel 1841 quella di Toronto, nel 1842 è la volta della diocesi di Halifax e nel 1847 dell'arcidiocesi di Ottawa. Ma è la fondazione, nella provincia di Manitoba, del distretto episcopale di Rivière Rouge nel 1820 (che diventerà nel 1871 l'arcidiocesi di Saint-Boniface) che permetterà l'espansione missionaria nell'Ovest e nel Nord del Paese, fino ad arrivare nel 1873 all'erezione dell'arcidiocesi di Vancouver.
Un forte movimento migratorio dall'Europa al Canada nel corso dell'Ottocento ha portato alla creazione di eparchie cattoliche di rito orientale: oggi si contano Chiese sui iuris ucraine, slovacche, armene, melkite, siriane e siro-malabaresi.
Papa Giovanni Paolo II ha visitato tre volte il Canada, nel 1984, nel 1987 e nel 2002; in quest'ultima occasione presiedette la Giornata Mondiale della Gioventù celebratasi a Toronto.

## Organizzazione ed istituzioni

Mappa delle provincie ecclesiastiche e delle circoscrizioni ecclesiastiche cattoliche del Canada.

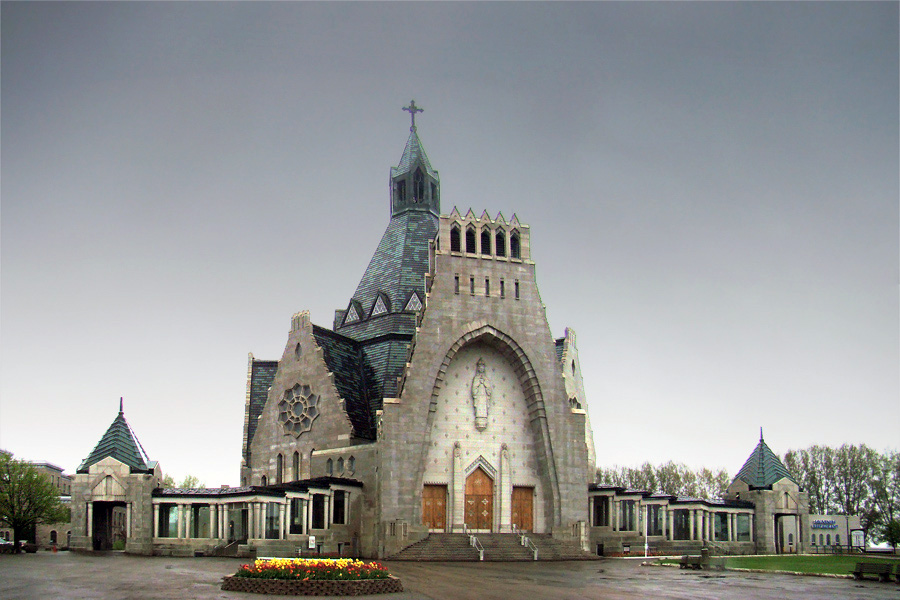
La basilica Notre-Dame du Cap, santuario nazionale canadese.

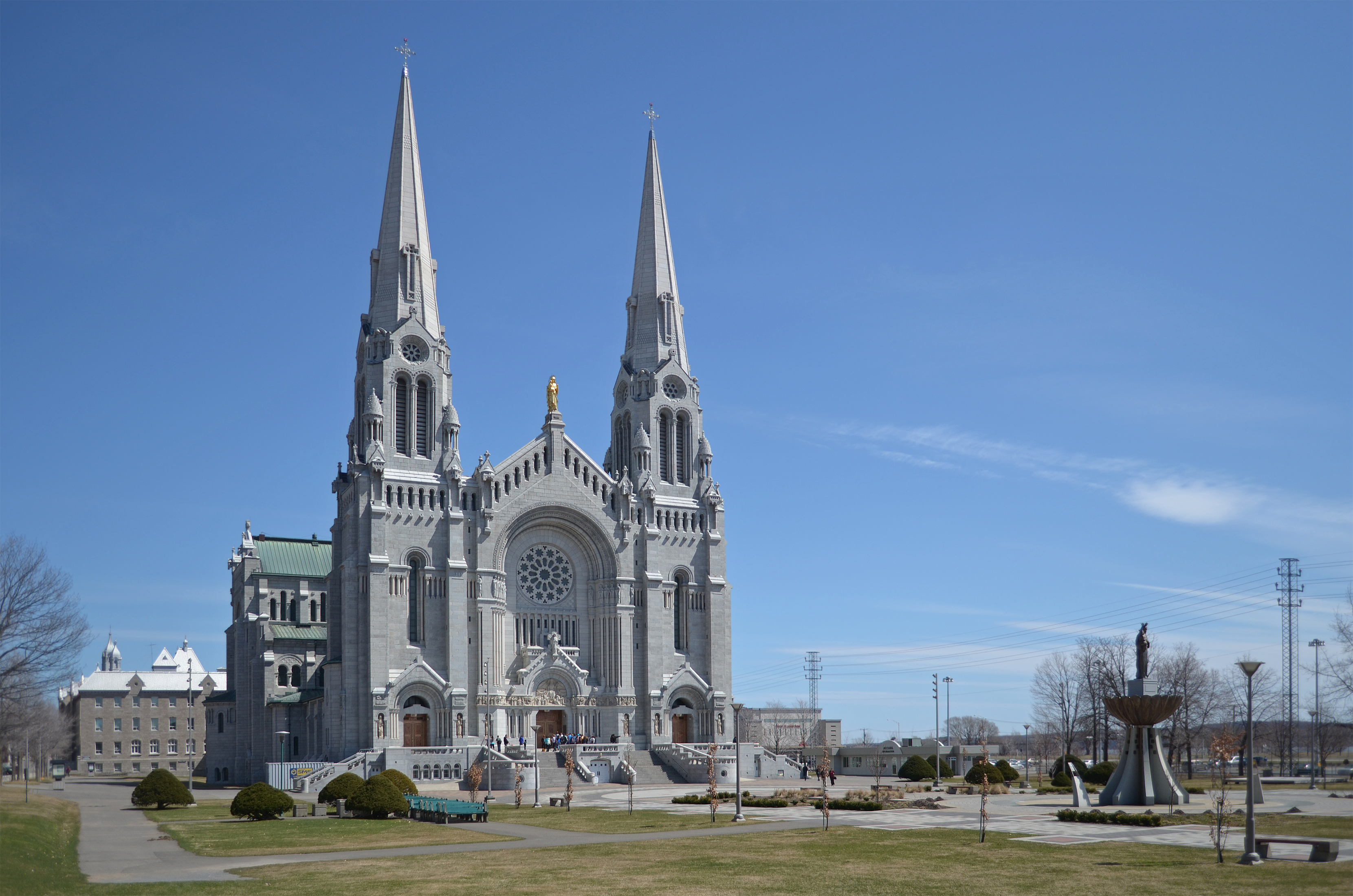
La basilica Sainte-Anne-de-Beaupré, santuario nazionale canadese.

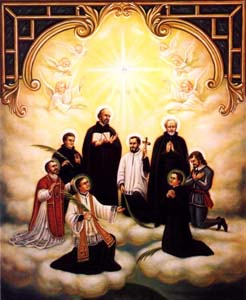
Santino celebrativo per la canonizzazione dei Santi martiri canadesi nel 1930.

La Chiesa cattolica è presente sul territorio con 17 arcidiocesi e 41 diocesi di rito latino, e con 1 arcieparchia, 7 eparchie e 2 esarcati di rito orientale.

### Diocesi di rito latino
- Arcidiocesi di Edmonton e le diocesi suffraganee di Calgary e Saint Paul in Alberta
- Arcidiocesi di Gatineau e le diocesi suffraganee di Amos e Rouyn-Noranda
- Arcidiocesi di Grouard-McLennan e le diocesi suffraganee di Mackenzie-Fort Smith e Whitehorse
- Arcidiocesi di Halifax-Yarmouth e le diocesi suffraganee di Antigonish e Charlottetown
- Arcidiocesi di Keewatin-Le Pas e la diocesi suffraganea di Churchill-Baia di Hudson
- Arcidiocesi di Kingston e le diocesi suffraganee di Peterborough e Sault Sainte Marie
- Arcidiocesi di Moncton e le diocesi suffraganee di Bathurst, Edmundston e Saint John
- Arcidiocesi di Montréal e le diocesi suffraganee di Joliette, Saint-Jean-Longueuil, Saint-Jérôme-Mont-Laurier e Valleyfield
- Arcidiocesi di Ottawa-Cornwall e le diocesi suffraganee di Hearst-Moosonee, Pembroke e Timmins
- Arcidiocesi di Québec e le diocesi suffraganee di Chicoutimi, Sainte-Anne-de-la-Pocatière e Trois-Rivières
- Arcidiocesi di Regina e le diocesi suffraganee di Prince Albert e Saskatoon
- Arcidiocesi di Rimouski e le diocesi suffraganee di Baie-Comeau e Gaspé
- Arcidiocesi di Saint-Boniface senza diocesi suffraganee
- Arcidiocesi di Saint John's e le diocesi suffraganee di Corner Brook-Labrador e Grand Falls
- Arcidiocesi di Sherbrooke e le diocesi suffraganee di Nicolet e Saint-Hyacinthe
- Arcidiocesi di Toronto e le diocesi suffraganee di Hamilton, London, Saint Catharines e Thunder Bay
- Arcidiocesi di Vancouver e le diocesi suffraganee di Kamloops, Nelson, Prince George e Victoria
- Arcidiocesi di Winnipeg, immediatamente soggetta alla Santa Sede
- Ordinariato militare

### Circoscrizioni di rito orientale
- Arcieparchia di Winnipeg degli Ucraini, con le diocesi suffraganee di: Edmonton, New Westminster, Saskatoon e Toronto
- Eparchia di San Marone di Montréal
- Eparchia del Santissimo Salvatore di Montréal dei Melchiti
- Eparchia di Mar Addai di Toronto (Chiesa caldea)
- Eparchia di Mississauga (Chiesa siro-malabarese)
- Esarcato apostolico dei Santi Cirillo e Metodio di Toronto (Chiesa greco-cattolica rutena)[2]
- Esarcato apostolico del Canada dei Siri (Chiesa cattolica sira)

### Altre circoscrizioni
Le presenti circoscrizioni ecclesiastiche estendono la loro giurisdizione sia sul Canada sia sugli Stati Uniti d'America.
- Eparchia di San Giorgio di Canton (Chiesa rumena)
- Eparchia di Nostra Signora di Nareg in Glendale (Chiesa armena)
- Eparchia di Santa Maria Regina della Pace (Chiesa siro-malankarese)
- Ordinariato personale della Cattedra di San Pietro (fedeli provenienti dall'anglicanesimo)

### Circoscrizioni ecclesiastiche rette da cardinali
Una sola circoscrizione ecclesiastica del Canada è retta da un cardinale: l'arcidiocesi di Québec, retta dal cardinale Gérald Cyprien Lacroix.

## Nunziatura apostolica

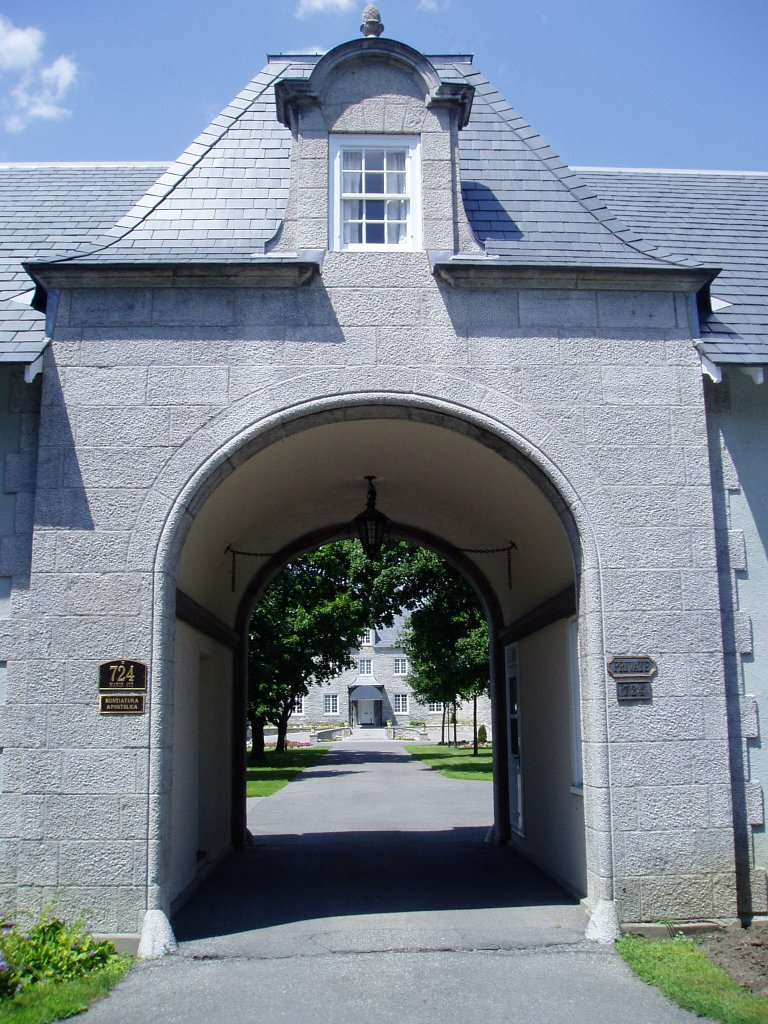
L'entrata della nunziatura apostolica a Ottawa.

La «Delegazione apostolica in Canada e Terra Nova» fu istituita da papa Leone XIII il 3 agosto 1899.
Il 16 ottobre 1969 fu elevata a nunziatura apostolica in Canada con il breve Quam multum di papa Paolo VI.
Il nunzio svolge anche le funzioni di delegato apostolico nell'arcipelago francese di Saint-Pierre e Miquelon.

### Delegati apostolici
- Diomede Falconio † (3 agosto 1899 - 30 settembre 1902 nominato delegato apostolico negli Stati Uniti d'America)
- Donato Raffaele Sbarretti Tazza † (26 dicembre 1902 - 29 ottobre 1910 nominato segretario della Congregazione dei Religiosi)
- Pellegrino Francesco Stagni † (3 novembre 1910 - 19 giugno 1918 dimesso)
- Pietro di Maria † (11 giugno 1918 - 3 giugno 1926 nominato nunzio apostolico in Svizzera)
- Andrea Cassulo † (7 maggio 1927 - 14 giugno 1936 nominato nunzio apostolico in Romania)
- Ildebrando Antoniutti † (14 luglio 1938 - 21 ottobre 1953 nominato nunzio apostolico in Spagna)
- Giovanni Panico † (14 novembre 1953 - 25 gennaio 1959 nominato nunzio apostolico in Portogallo)
- Sebastiano Baggio † (12 marzo 1959 - 26 maggio 1964 nominato nunzio apostolico in Brasile)
- Sergio Pignedoli † (1º giugno 1964 - 10 giugno 1967 nominato segretario della Congregazione de Propaganda Fide)
- Emanuele Clarizio † (12 giugno 1967 - 14 giugno 1969 nominato pro-nunzio apostolico)

### Pro-nunzi apostolici
- Emanuele Clarizio † (14 giugno 1969 - 19 marzo 1970 nominato pro-presidente della Pontificia commissione per la pastorale dell'emigrazione e del turismo)
- Guido Del Mestri † (20 giugno 1970 - 12 agosto 1975 nominato nunzio apostolico in Germania)
- Angelo Palmas † (2 settembre 1975 - 10 marzo 1990 ritirato)
- Carlo Curis † (28 marzo 1990 - 1º settembre 1994 nominato nunzio apostolico)

### Nunzi apostolici
- Carlo Curis † (1º settembre 1994 - 4 febbraio 1999 ritirato)
- Paolo Romeo (5 febbraio 1999 - 17 aprile 2001 nominato nunzio apostolico in Italia)
- Luigi Ventura (22 giugno 2001 - 22 settembre 2009 nominato nunzio apostolico in Francia)
- Pedro López Quintana (10 dicembre 2009 - 28 settembre 2013 dimesso)
- Luigi Bonazzi (18 dicembre 2013 - 10 dicembre 2020 nominato nunzio apostolico in Albania)
- Ivan Jurkovič, dal 5 giugno 2021

## Santi e beati del Canada

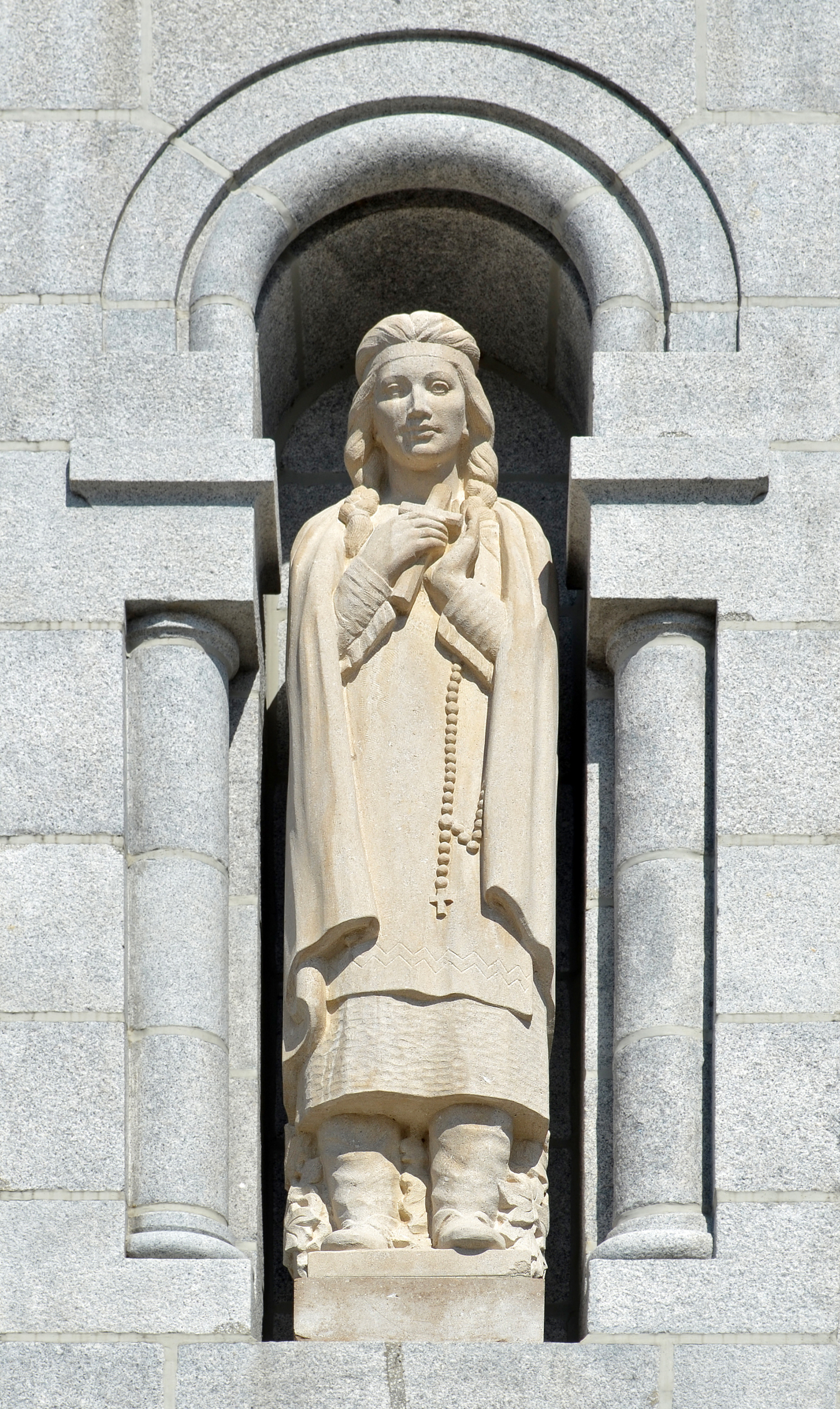
Santa Kateri Tekakwitha, prima nativa americana ad essere stata proclamata santa (2012).

Elenco dei santi e dei beati del Canada:
Santi
- Santi martiri canadesi, canonizzati nel 1930
- Marguerite Bourgeoys, canonizzata nel 1982, fondatrice delle Suore della Congregazione di Nostra Signora
- Marie-Marguerite d'Youville, canonizzata nel 1990, fondatrice delle Suore della carità di Montréal
- André Bessette, noto come Frère Andrè, canonizzato nel 2010
- Kateri Tekakwitha, canonizzata nel 2012, prima nativa americana ad essere stata proclamata santa
- François de Montmorency-Laval, canonizzato nel 2014, primo vescovo del Canada a Québec
- Maria dell'Incarnazione, canonizzata nel 2014, fondatrice delle Orsoline dell'unione canadese

Beati
- André Grasset de Saint-Sauveur, beatificato nel 1926, martire dei massacri del Settembre 1792 a Parigi
- Marie-Rose Durocher, beatificata nel 1982, fondatrice delle Suore dei Santi Nomi di Gesù e Maria
- Marie-Léonie Paradis, beatificata nel 1984, fondatrice delle Piccole suore della Sacra Famiglia di Sherbrooke
- Louis-Zéphirin Moreau, beatificato nel 1987, vescovo di Saint-Hyacinthe e cofondatore delle Suore di San Giuseppe
- Frédéric Janssoone, beatificato nel 1988
- Maria Caterina di Sant'Agostino, beatificata nel 1989
- Dina Bélanger, beatificata nel 1993
- Marie-Anne Sureau Blondin, beatificata nel 2001, fondatrice delle Suore di Sant'Anna di Lachine
- Émilie Tavernier Gamelin, beatificata nel 2001, fondatrice delle Suore della Provvidenza di Montréal
- Nykyta Budka, beatificato nel 2001, primo vescovo della Chiesa greco-cattolica ucraina in Canada
- Vasyl' Velyčkovs'kyj, beatificato nel 2001, monaco della Congregazione del Santissimo Redentore, vittima della persecuzione dei cristiani in URSS
- Élisabeth Turgeon, beatificata nel 2015, fondatrice delle Suore di Nostra Signora del Santo Rosario

## Conferenza episcopale

Logo ufficiale della Conferenza dei vescovi cattolici del Canada.

L'episcopato locale costituisce la Conferenza dei vescovi cattolici del Canada (in inglese: Canadian conference of catholic bishops; in francese: Conférence des évêques catholiques du Canada - CCCB o CECC), sorta nel 1943 e riconosciuta ufficialmente dalla Santa Sede nel 1948. Fanno parte della conferenza episcopale tutti i vescovi diocesani ed eparchiali ordinari, ausiliari, coadiutori ed emeriti.
All'interno della CCCB/CECC, sono riconosciute quattro assemblee episcopali regionali: l'assemblea regionale dei vescovi dell'Ovest; l'assemblea regionale dei vescovi dell'Ontario; l'assemblea regionale dei vescovi del Québec; e l'assemblea regionale dei vescovi dell'Atlantico.
In seno alla conferenza episcopale è stato inoltre costituito nel 1998 un Conseil autochtone catholique du Canada (in inglese: Canadian Catholic Aboriginal Council) allo scopo di esaminare e trattare i problemi che si pongono oggi nella Chiesa canadese in rapporto ai popoli autoctoni, nell'intento di promuovere la loro cultura e le loro celebrazioni tradizionali nel contesto della fede cattolica.

### Presidenti, vicepresidenti e segretari
Elenco dei presidenti della Conferenza dei vescovi cattolici del Canada:
- Cardinale James Charles McGuigan (1958 - 1959)
- Arcivescovo Paul Bernier (1959 - 1960)
- Arcivescovo Joseph Gerald Berry (1960 - 1964)
- Arcivescovo George Bernard Flahiff, C.S.B. (1964 - 1967)
- Vescovo Alexander Carter (1967 - 1970)
- Arcivescovo Joseph-Aurèle Plourde (1970 - 1971)
- Vescovo William Edward Power (1971 - 1973)
- Arcivescovo Jean-Marie Fortier (1973 - 1975)
- Vescovo Gerald Emmett Carter (1975 - 1977)
- Arcivescovo Gilles Joseph Napoléon Ouellet, P.M.E. (1977 - 1979)
- Arcivescovo Joseph Neil MacNeil (1979 - 1981)
- Arcivescovo Henri Légaré, O.M.I. (1981 - 1983)
- Vescovo John Michael Sherlock (1983 - 1985)
- Vescovo Bernard Hubert (1985 - 1987)
- Arcivescovo James Martin Hayes (1987 - 1989)
- Vescovo Robert Lebel (1989 - 1991)
- Arcivescovo Marcel André J. Gervais (1991 - 1993)
- Vescovo Jean-Guy Hamelin (1993 - 1995)
- Arcivescovo Francis John Spence (1995 - 1997)
- Cardinale Jean-Claude Turcotte (1997 - 1999)
- Vescovo Gerald Wiesner, O.M.I. (1999 - 2001)
- Vescovo Jacques Berthelet (2001 - 2003)
- Arcivescovo Brendan O'Brien (2003 - 2005)
- Arcivescovo André Gaumond (ottobre 2005 - ottobre 2007)
- Arcivescovo James Weisgerber (ottobre 2007 - 23 ottobre 2009)
- Vescovo Pierre Morissette (23 ottobre 2009 - 18 ottobre 2011)
- Arcivescovo Richard William Smith (18 ottobre 2011 - 25 settembre 2013)
- Arcivescovo Paul-André Durocher (25 settembre 2013 - 15 settembre 2015)
- Vescovo David Douglas Crosby, O.M.I. (15 settembre 2015 - 27 settembre 2017)
- Vescovo Lionel Gendron, P.S.S. (27 settembre 2017 - 28 settembre 2019)
- Arcivescovo Richard Joseph Gagnon (28 settembre 2019 - 27 settembre 2021)
- Vescovo Raymond Poisson (27 settembre 2021 - 28 settembre 2023)
- Vescovo William Terrence McGrattan, 28 settembre 2023

Elenco dei vicepresidenti della Conferenza dei vescovi cattolici del Canada:
- Arcivescovo James Vernon Weisgerber (2005 - ottobre 2007)
- Vescovo Pierre Joseph Paul Morissette (ottobre 2007 - 23 ottobre 2009)
- Arcivescovo Richard William Smith (23 ottobre 2009 - 18 ottobre 2011)
- Arcivescovo Paul-André Durocher (18 ottobre 2011 - 25 settembre 2013)
- Vescovo David Douglas Crosby, O.M.I. (25 settembre 2013 - 15 settembre 2015)
- Vescovo Lionel Gendron, P.S.S. (15 settembre 2015 - 27 settembre 2017)
- Arcivescovo Richard Joseph Gagnon (27 settembre 2017 - 28 settembre 2019)
- Vescovo Raymond Poisson (28 settembre 2019 - 27 settembre 2021)
- Vescovo William Terrence McGrattan (27 settembre 2021 - 28 settembre 2023)
- Vescovo Pierre Goudreault, 28 settembre 2023

Elenco dei segretari generali della Conferenza dei vescovi cattolici del Canada:
- Monsignore Peter Schonenbach (1º marzo 1998 - 1º marzo 2004)
- Monsignore Mario Paquette (1º marzo 2004 - 1º marzo 2010)
- Monsignore Patrick Powers (1º marzo 2010 - 18 settembre 2015)
- Monsignore Frank Leo, C.S.S. (18 settembre 2015 - 4 ottobre 2021)
- Presbitero Jean Vézina, dal 27 settembre 2021

## Santuari nazionali
Elenco dei santuari del Canada, riconosciuti dalla Conferenza episcopale come santuari nazionali:
- l'oratorio Saint-Joseph du Mont-Royal a Montréal,
- la basilica Sainte-Anne a Sainte-Anne-de-Beaupré,
- la basilica Notre-Dame du Cap a Trois-Rivières,
- l'eremo Saint-Antoine de Lac-Bouchette nella regione Saguenay-Lac-Saint-Jean,
- il santuario dei martiri canadesi a Midland nell'Ontario,
- il santuario del martire Vasyl' Velyčkovs'kyj a Winnipeg.